# 荒木義夫
荒木 義夫（1894年6月17日—1984年2月5日）為日本內務官僚。縣知事、台灣總督府警務局長。

## 生平
兵庫縣出身。父荒木矩，排行長男。就讀過第三高等學校，1919年、京都帝國大學法學部法律學科畢業。進入伊藤忠服務，1921年、任「內務省特殊財産管理局囑託」。1922年11月、文官高等試驗行政科試驗合格任官「內務屬」。
以後、歷任福井縣警視、鹿兒島縣・福井縣各地方事務官、三重縣工場監督官、山梨縣警察部長、長野縣警察部長、神奈川縣警察部長、大阪府警察部長、警視廳警務部長等職務。
1939年9月、就任德島縣知事，1940年12月退任。之後、轉入台灣總督府任警務局長(1940/12/3－1942/7/7)。1942年7月、任福島縣知事，至1943年4月。以後、擔任愛知縣參事官，1943年退官。戰後依駐日盟軍總司令之公職追放指令，荒木義夫被禁止擔任政府及民間企業要職。

## 親族
- 女兒 大村トシ子（大村襄治・衆議院議員之妻）[1]

## 脚注
1. 1 2  1984年2月6日『朝日新聞』（東京本社発行）朝刊、23面の訃報より。